# Gogazi
Gogazi est un village du Cameroun situé dans la région de l'Est et le département de la Kadey, à proximité de la frontière avec la République centrafricaine. Il fait partie de la commune de Kette.

## Population
En 1965, Gogazi comptait 377 habitants, principalement des Baya. Lors du recensement de 2005, on y a dénombré 766 personnes.

## Infrastructures
Gogazi dispose d'une école adventiste.